# الصافح (مذيخرة)

تعديل مصدري - تعديل

الصافح محلة تابعة لقرية الشخص، التابعة لعزلة الاشعوب بمديرية مذيخرة إحدى مديريات محافظة إب في الجمهورية اليمنية، بلغ تعداد سكانها 39 حسب تعداد اليمن لعام 2004.